# Groupes nationalistes révolutionnaires
 (avril 2017).
Si vous disposez d'ouvrages ou d'articles de référence ou si vous connaissez des sites web de qualité traitant du thème abordé ici, merci de compléter l'article en donnant les références utiles à sa vérifiabilité et en les liant à la section « Notes et références ».
Les GNR (Groupes nationalistes révolutionnaires, également dénommés Groupes nationalistes révolutionnaires de base) ont regroupé entre 1976 et 1978 la tendance nationaliste révolutionnaire de l'extrême droite française. Les GNRB étaient familièrement appelés les « grenebe ».
Leur dirigeant-fondateur était François Duprat ; leur numéro 2, Alain Renault.
Ils ont structuré la tendance radicale du Front national.

## Le journal des GNR:Les Cahiers européens
Les GNR eurent d'abord pour base les cercles de diffusion d'un organe de presse, Les Cahiers européens, successeur du journal Année zéro, lancé primitivement dans le cadre du Nouvel ordre européen. Le dirigeant de la Fédération d'action nationale et européenne (FANE), Mark Fredriksen, lui aussi en rupture avec le Nouvel ordre européen, dirigé par Gaston-Armand Amaudruz, devient le codirecteur des Cahiers européens-Notre Europe jusqu'en mai 1975.

## Les GNR, la tendance radicale du Front national
En juin 1974, à la Une des Cahiers européens, Jean-Marie Le Pen, président du FN, déclare que « la place des nationalistes révolutionnaires est au sein du FN, qui autorise la double appartenance et respecte les choix idéologiques de ses adhérents ».
Ces groupes permirent au FN de recruter des militants nationalistes provenant de divers groupuscules et diverses tendances : Jeunesses d'action européenne, Fédération d'action nationale et européenne, etc.
En 1978, Duprat écrit le Manifeste nationaliste révolutionnaire, texte structurant la mouvance NR pour les décennies à venir.
Après l'assassinat de François Duprat, le 18 mars 1978, les GNR disparaissent. Les militants de tendance « néonazie » relancent la FANE et son journal Notre Europe, tandis que les adeptes de la « troisième voie » rejoignent Jean-Gilles Malliarakis pour fonder, le 11 février 1979 le Mouvement nationaliste révolutionnaire.

## Ramifications européennes
Le Nouvel Ordre Social, fondé à Genève par Daniel Cologne et Georges Neri en 1972 (et actif jusqu'en 1979), semble avoir fonctionné comme branche suisse des GNR,.